# مبادرة الثقب الأسود
مبادرة الثقب الأسود ( في الإنجليزية: The Black Hole Initiative)، هي برنامج متعدد التخصصات في جامعة هارفارد يتضمن مجالات الفلك والفيزياء والفلسفة، ويُعتَقَد أنه أول مركز في العالم يركز على دراسة الثقوب السوداء. من بين المساهمين الرئيسيين البارزين فيه: شبرد دوليمان، وبيتر جاليسون، وآفي لوب، وأندرو سترومنجر، وشينغ تونغ ياو. عُقِدَ حفل إطلاق مبادرة الثقب الأسود في 18 أبريل/ نيسان عام 2016 وحضره ستيفن هوكينج؛ عقدت فعاليات ورشات العمل ذات الصلة في 19 أبريل/ نيسان عام 2016. ابتكر روبرت ديجكراف الجدارية الخاصة بإطلاق المبادرة.
تأسست مبادرة الثقب الأسود بعد 100 عام من حل كارل شوارزشيلد لمعادلات آينشتاين للنسبية العامة - هو الحل الذي وصف الثقب الأسود قبل عقود من الأدلة الفلكية الأولى بوجودها. كما البنى الغريبة للزمكان، لازالت الثقوب السوداء تفتن علماء الفلك والفيزيائيين وعلماء الرياضيات والفلاسفة وعامة الناس بعد قرن من البحث في طبيعتها الغامضة.
موّلت مؤسسة جون تمبلتون مبادرة الثقب الأسود للسنوات الثلاث الأولى من عملها بدءًا من 1 سبتمبر 2016. وخصّصت جامعة هارفارد مساحات مكتبية للمبادرة في الطابق الثاني من 20 غاردن ستريت في كامبريدج- ماساتشوستس. تعتبر مبادرة الثقب الأسود مركز مستقل داخل كلية الآداب والعلوم في جامعة هارفارد، وتتضمن تعاونًا بين أقسام علم الفلك والفيزياء والرياضيات وتاريخ العلوم والفلسفة في جامعة هارفرد وكذلك في مرصد سميثسونيان للفيزياء الفلكية.

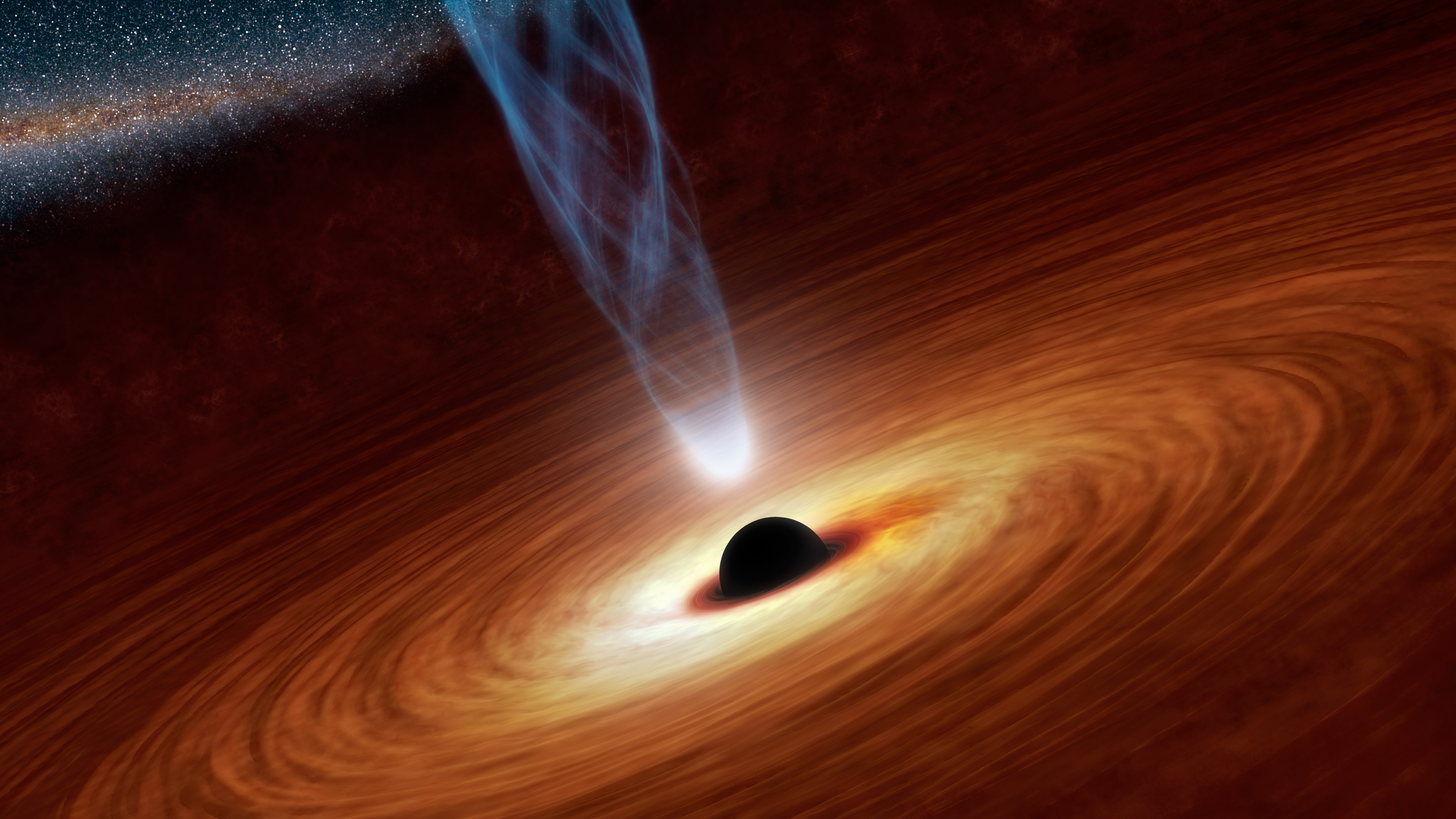
ثقب أسود مع هالة ومصدر للأشعة السينية..
(تصوير فني).